# Tom Malchow
Tom Malchow (n. 18 august 1976, Saint Paul, Minnesota, SUA) este un înotător american, medaliat olimpic. A participat la 2 ediții ale Jocurilor Olimpice (1996, 2000) în care a câștigat două medalii de aur și două medalii de argint.